# Букіт-Тімах
Букіт-Тімах (малай. Bukit Timah; кит.: 武吉知马) — пагорб у Сінгапурі заввишки 163,63 метра, найвища точка Сінгапуру. Розташований в центрі острова, на якому розташовується держава.
Пагорб розміщується в Центральному регіоні Сінгапуру, приблизно за 10 км від центра міста. Прилегла територія відома під назвами Букіт-Тімах або Район 11 (англ. District 11). Вона забудована як багатоповерховими будівлями (кондомініумами), так і одноповерховими (бунгало, що перебувають у власності однієї чи кількох осіб).

## Походження назви та історія
«Букіт-Тімах» — малайська назва, що означає «олов'яний пагорб». Вона використовувалась уже на карті 1828 року Френкіна й Джексона. На карті було зображено два пагорби поблизу східного витоку річки Кранджі (малай. Kranji). В районі пагорба ніколи не видобували олово. За однією з версій, назва є викривленням від «Букіт Темак», що означає «Пагорб, на якому ростуть дерева темак». За іншою версією, Тіма є скороченням від жіночого імені Фатіма.
У грудні 1843 року на вершину пагорба було збудовано дорогу, а на найвищій його точці споруджено хатину для відвідувачів. Вважалось, що Букіт-Тімах є прекрасним місцем для відпочинку, оскільки повітря там було свіжішим, ніж на рівнині. Поблизу пагорба зведено комплекс для занять кінним спортом, Singapore Turf Club, куди допускають тільки членів клубу.
За назвою пагорба названо найдовшу вулицю Сінгапура. Її довжина 25 км. Дорога на Кранджі була збудована 1845 року. В цьому районі у великій кількості водились тигри, тож його відвідування було небезпечним. Вважається, що тільки 1860 року 200 чоловік були вбиті тиграми на розташованих навколо Букіт-Тімах плантаціях.
Під час Другої світової війни пагорб став ключовою точкою в операції із захоплення Сінгапуру Японією, оскільки поблизу нього зберігались продовольчі запаси британської армії. 11 лютого 1942 року японські війська зайняли Букіт-Тімах, а 15 лютого генерал-лейтенант Артур Персіваль, глава британського контингенту, здався генерал-лейтенанту Томоюкі Ямасіті на фабриці компанії Форд у Букіт-Тімах.
За часів окупації японці збудували на пагорбі синтоїстський храм, два меморіали загиблим солдатам японської армії та меморіал британським солдатам, які загинули під час захисту Сінгапуру. Перед здачею Сінгапуру військам союзників японці знищили храм, остерігаючись його сплюндрування. Нині місце, де розміщувався храм, має статус історичної пам'ятки. Рештки японських солдатів були перенесені в храм Якусуні, а британських — на військовий цвинтар Кранджі. Від усього меморіалу, збудованого японськими військами, зберігся тільки ставок і кілька каменів від храму.
Після війни плантації здебільшого поступились місцем промисловим спорудам і багатоквартирним будинкам. У 1960-их та 1970-их роках Букіт-Тімах був промисловим районом, пізніше перетворився на дорогий житловий квартал.

## Пам'ятки

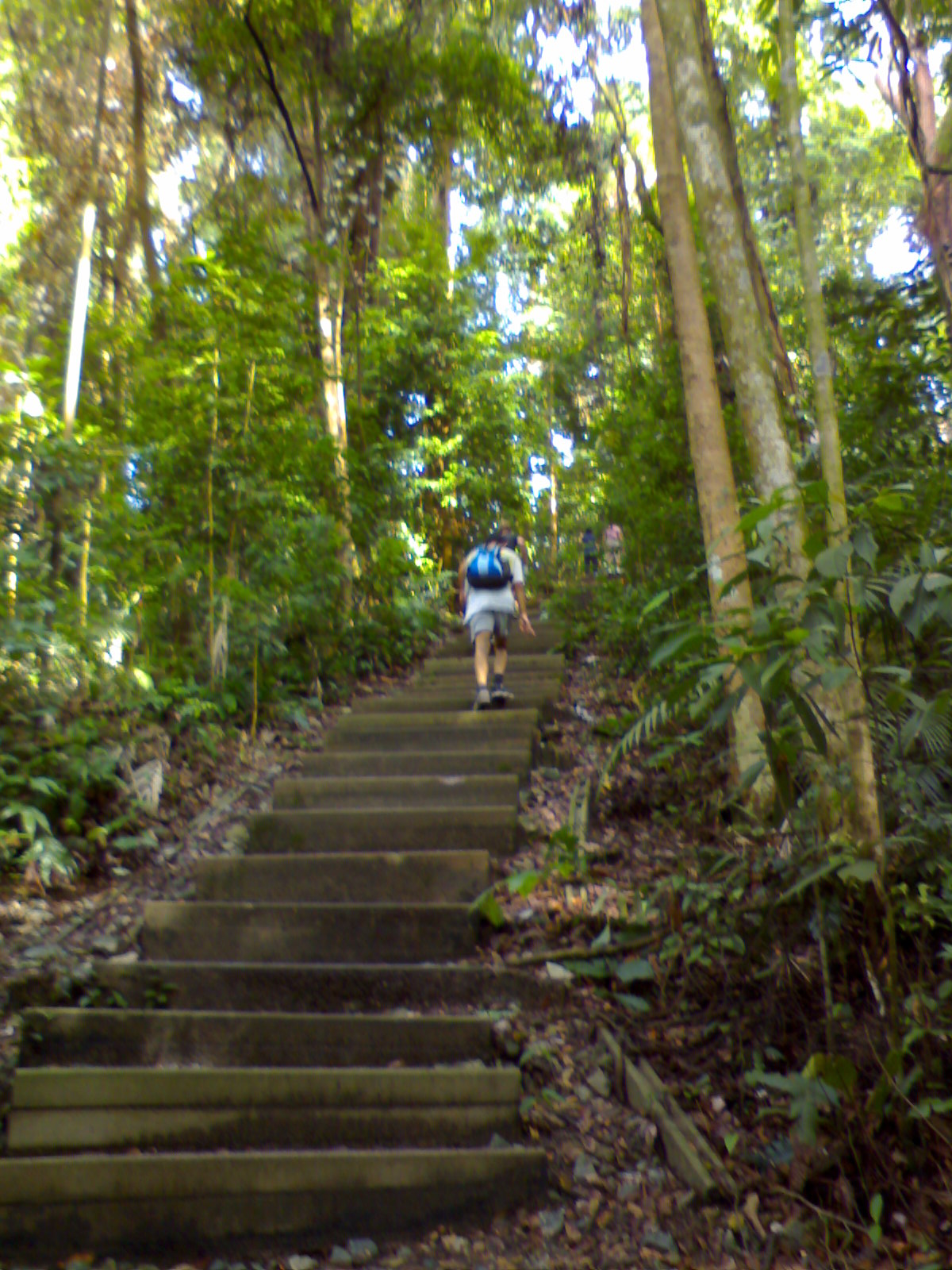
Природний заповідник Букіт-Тімах.

В районі пагорба розміщується Природний заповідник Букіт-Тімах — відомий лісопарк, що зберіг природу джунглів, у якому мешкають мавпи.